# Dolving
Ne doit pas être confondu avec Holving.
Dolving [dɔlvɛ̃] est une commune française située dans le département de la Moselle, en région Grand Est.
Cette commune se trouve dans la région historique de Lorraine et fait partie du pays de Sarrebourg.

## Géographie
Le village se situe environ cinq kilomètres de la souspréfecture Sarrebourg.
| Gosselming   |         | Oberstinzel |
|              | Dolving | Sarraltroff |
| Haut-Clocher |         | Sarrebourg  |

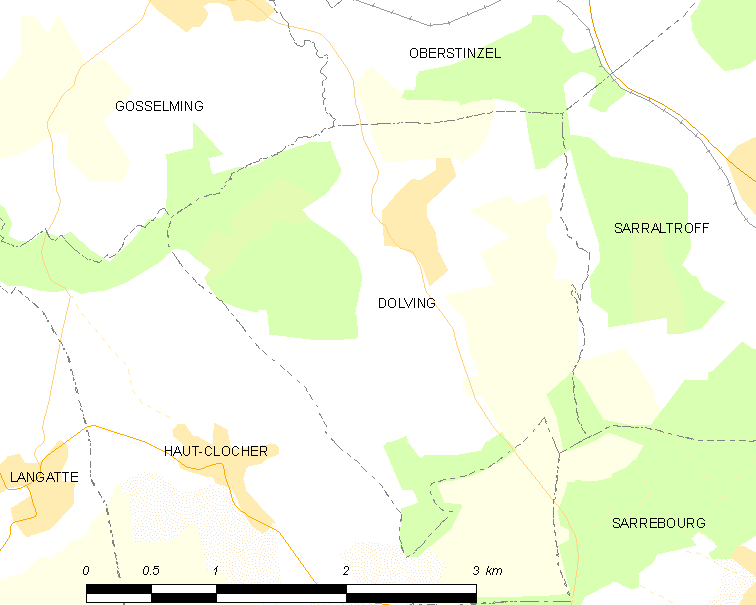
Carte de la commune.
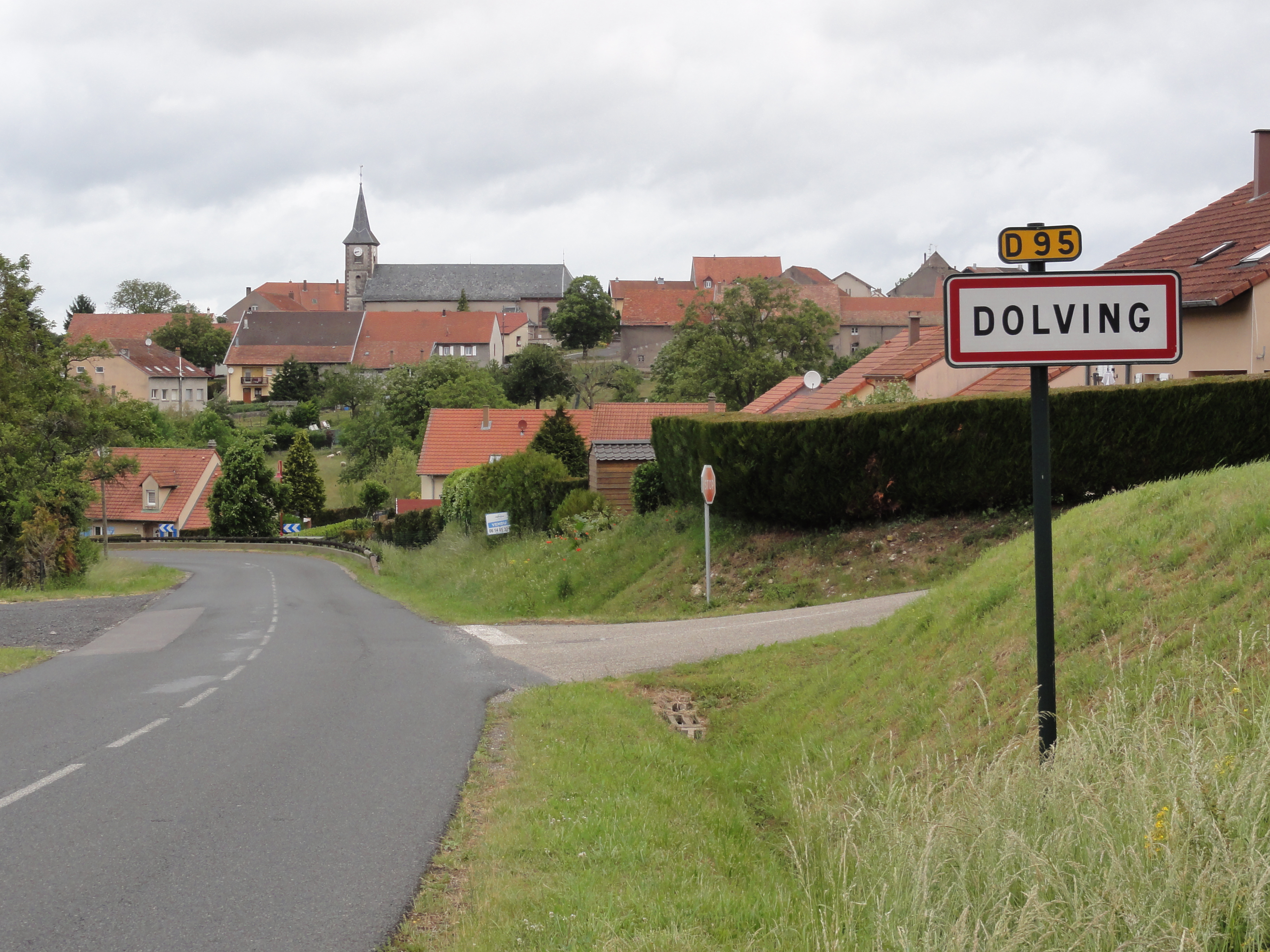
Entrée du village.
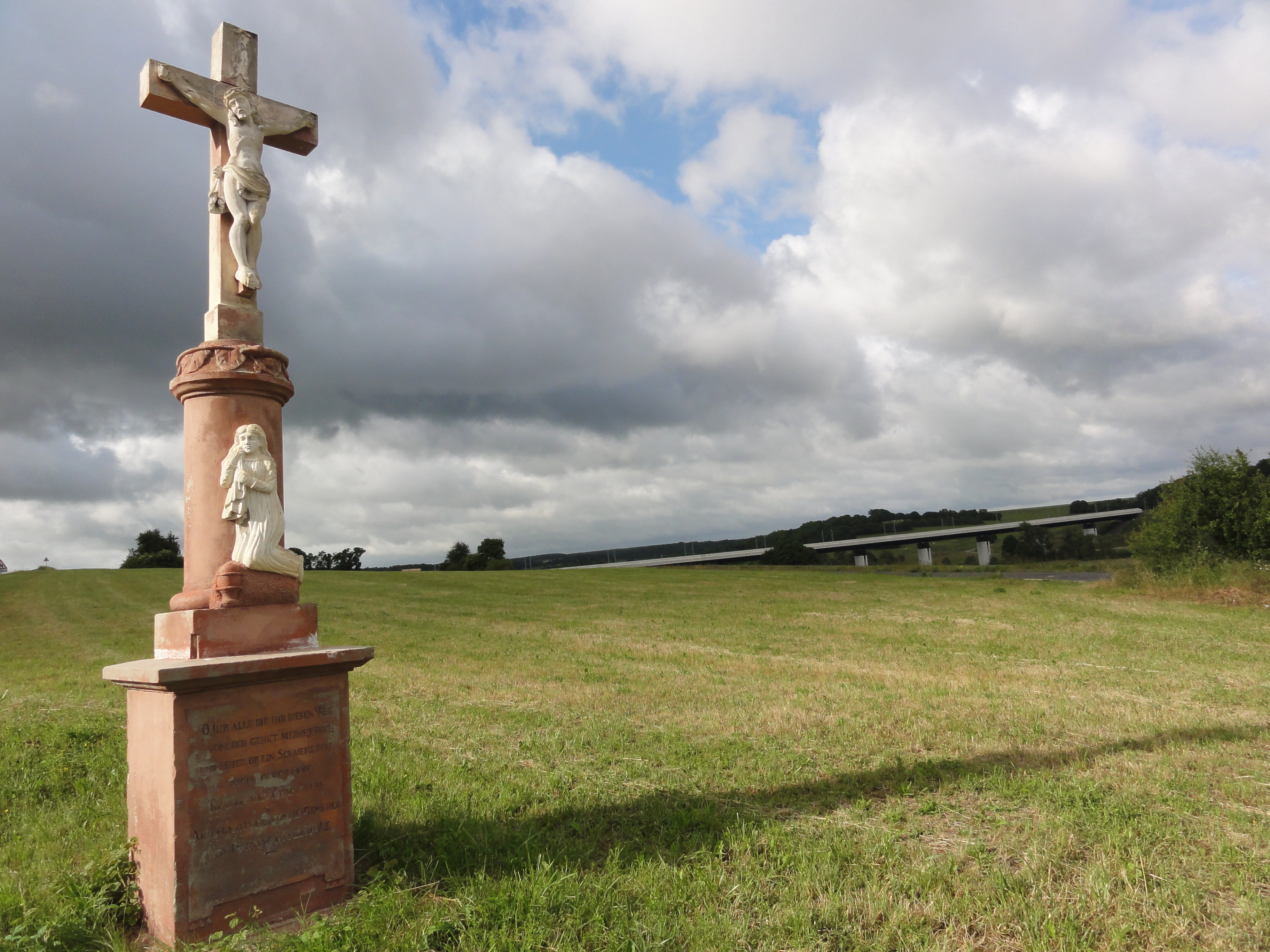
Paysage avec croix et vue sur le viaduc de la LGV Est européenne.
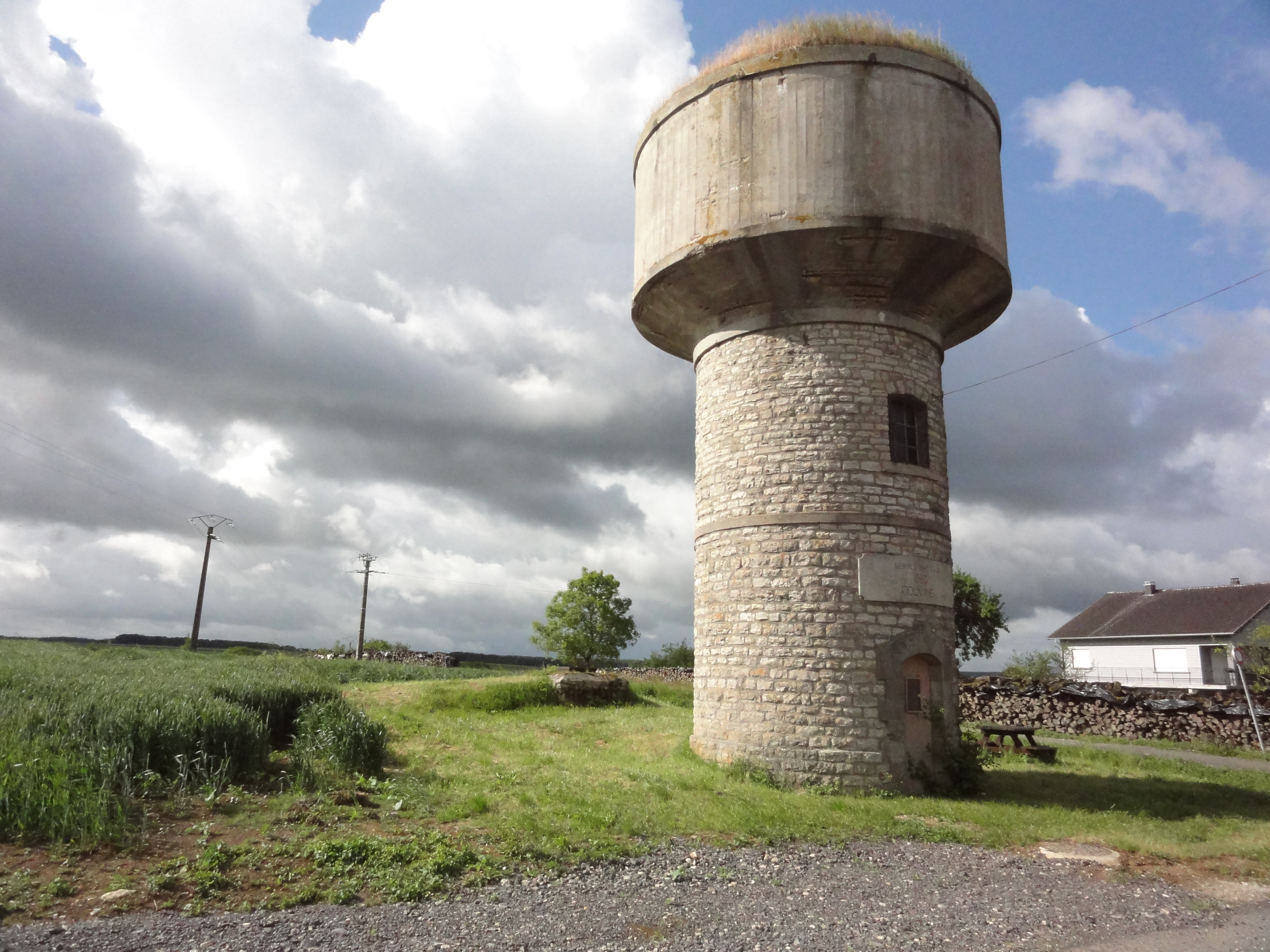
Château d'eau.

### Écarts et lieux-dits
- Le ruisseau du Landbach traverse le village.
- Le hameau de Sarrewald (Saarwald en allemand) appartient à la commune.

### Hydrographie
La commune est située dans le bassin versant du Rhin au sein du bassin Rhin-Meuse. Elle est drainée par le ruisseau le Landbach, le ruisseau dit Tellerbach et le ruisseau le Kehlgraben.
Le Landbach, d'une longueur totale de 18,1 km, prend sa source dans la commune de Languimberg et se jette  dans la Sarre en limite de Gosselming et d'Oberstinzel, après avoir traversé neuf communes.

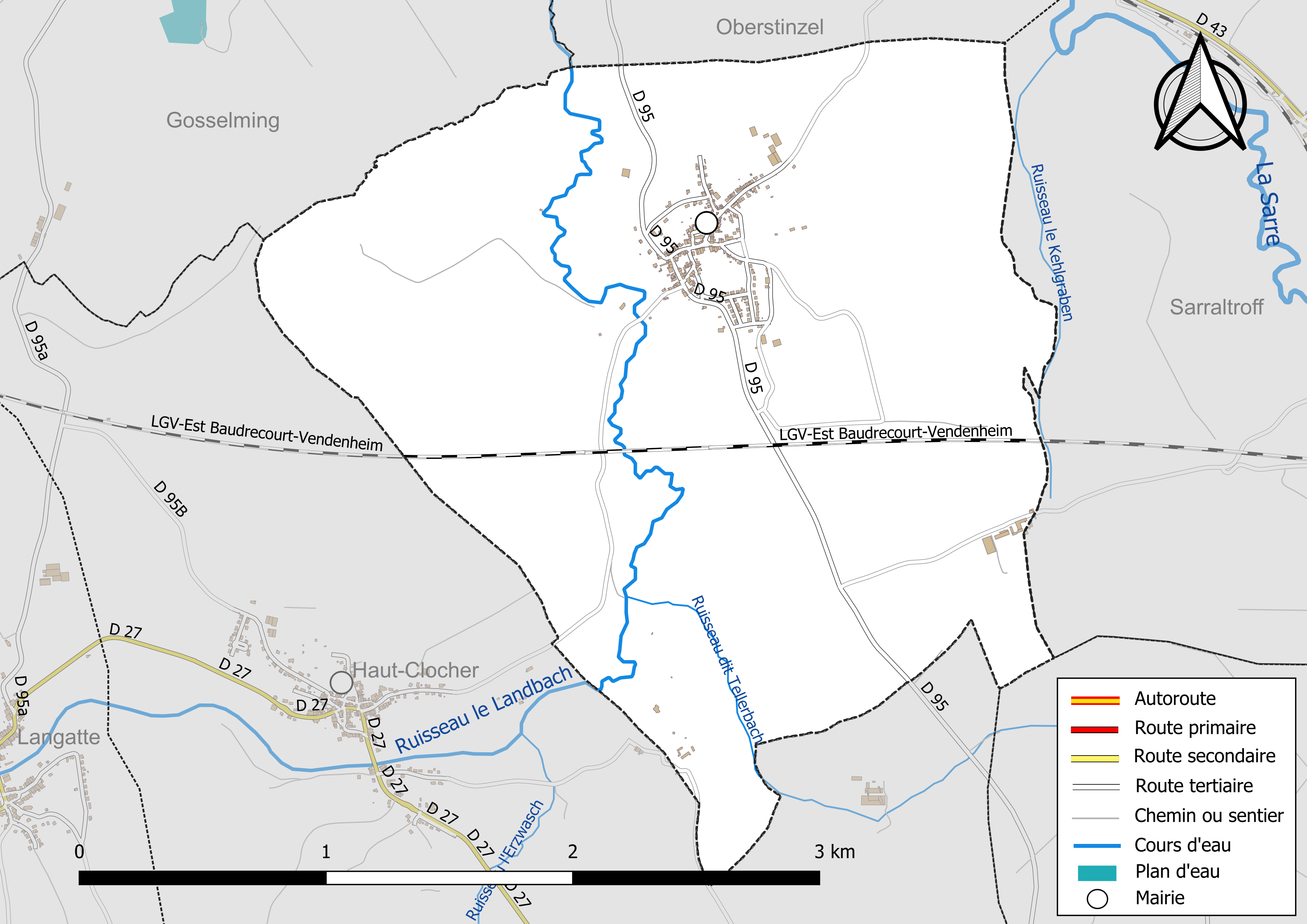
Réseaux hydrographique et routier de Dolving.

La qualité des eaux des principaux cours d'eau de la commune, notamment du ruisseau le Landbach, peut être consultée sur un site spécial géré par les agences de l'eau et l'Agence française pour la biodiversité.

### Climat
Pour des articles plus généraux, voir Climat du Grand Est et Climat de la Moselle.
En 2010, le climat de la commune est de type climat des marges montargnardes, selon une étude du Centre national de la recherche scientifique s'appuyant sur une série de données couvrant la période 1971-2000. En 2020, Météo-France publie une typologie des climats de la France métropolitaine dans laquelle la commune est exposée à un climat semi-continental et est dans la région climatique  Vosges, caractérisée par une pluviométrie très élevée (1 500 à 2 000 mm/an) en toutes saisons et un hiver rude (moins de 1 °C). 
Pour la période 1971-2000, la température annuelle moyenne est de 9,8 °C, avec une amplitude thermique annuelle de 17 °C. Le cumul annuel moyen de précipitations est de 977 mm, avec 12,5 jours de précipitations en janvier et 9,8 jours en juillet. Pour la période 1991-2020, la température moyenne annuelle observée sur la station météorologique de Météo-France la plus proche, « Nitting_sapc », sur la commune de Nitting à 12 km à vol d'oiseau, est de 10,4 °C et le cumul annuel moyen de précipitations est de 993,7 mm. 
La température maximale relevée sur cette station est de 37,9 °C, atteinte le 25 juillet 2019 ; la température minimale est de −19,4 °C, atteinte le 26 décembre 2010,,. 
Les paramètres climatiques de la commune ont été estimés pour le milieu du siècle (2041-2070) selon différents scénarios d'émission de gaz à effet de serre à partir des nouvelles projections climatiques de référence DRIAS-2020. Ils sont consultables sur un site spécial publié par Météo-France en novembre 2022.

## Urbanisme

### Typologie
Au 1er janvier 2024, Dolving est catégorisée commune rurale à habitat dispersé, selon la nouvelle grille communale de densité à sept niveaux définie par l'Insee en 2022.
Elle est située hors unité urbaine. Par ailleurs la commune fait partie de l'aire d'attraction de Sarrebourg, dont elle est une commune de la couronne,. Cette aire, qui regroupe 87 communes, est catégorisée dans les aires de 50 000 à moins de 200 000 habitants,.

### Occupation des sols
L'occupation des sols de la commune, telle qu'elle ressort de la base de données européenne d’occupation biophysique des sols Corine Land Cover (CLC), est marquée par l'importance des territoires agricoles (67,1 % en 2018), en diminution par rapport à 1990 (71 %). La répartition détaillée en 2018 est la suivante : prairies (34,6 %), terres arables (30,5 %), forêts (25 %), milieux à végétation arbustive et/ou herbacée (4 %), zones urbanisées (3,9 %), zones agricoles hétérogènes (2 %). L'évolution de l’occupation des sols de la commune et de ses infrastructures peut être observée sur les différentes représentations cartographiques du territoire : la carte de Cassini (XVIIIe siècle), la carte d'état-major (1820-1866) et les cartes ou photos aériennes de l'IGN pour la période actuelle (1950 à aujourd'hui).

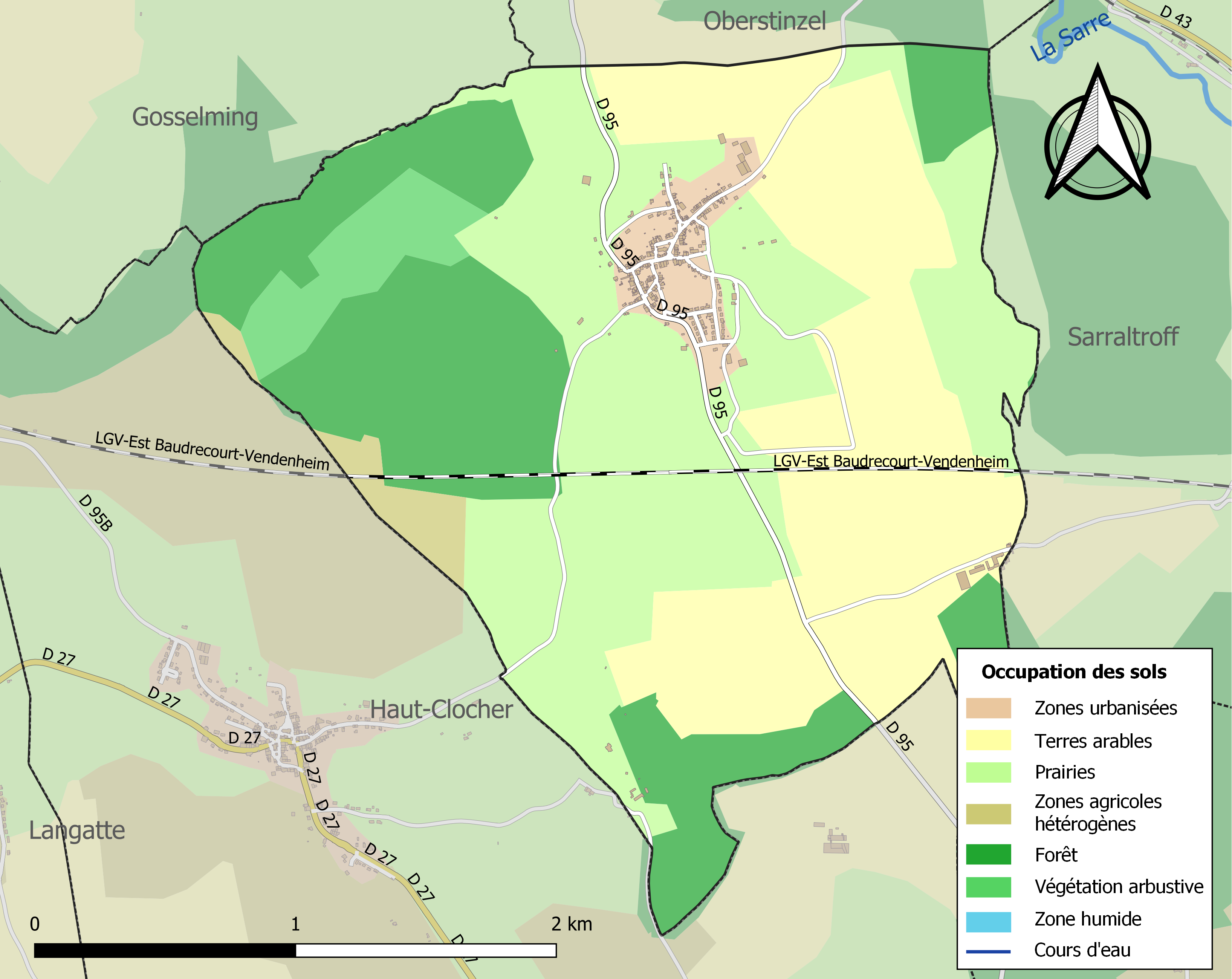
Carte des infrastructures et de l'occupation des sols de la commune en 2018 (CLC).

## Toponymie
- Dolvinga en 1268, Dolvinguen (1361), Dolfingen (1490), Dollffingen et Dolffingen (1525), Dolving (1793), Dolvingen (1871-1918), Dolfingen (1940-1944).
- En francique lorrain : Dolwing.

## Histoire
- Village de la seigneurie de Sarreck.
- Le concile de Bâle en 1437 unit la paroisse à Saint-Jean-de-Bassel (augustins).
- Le village est réuni à la France depuis 1766.

## Politique et administration

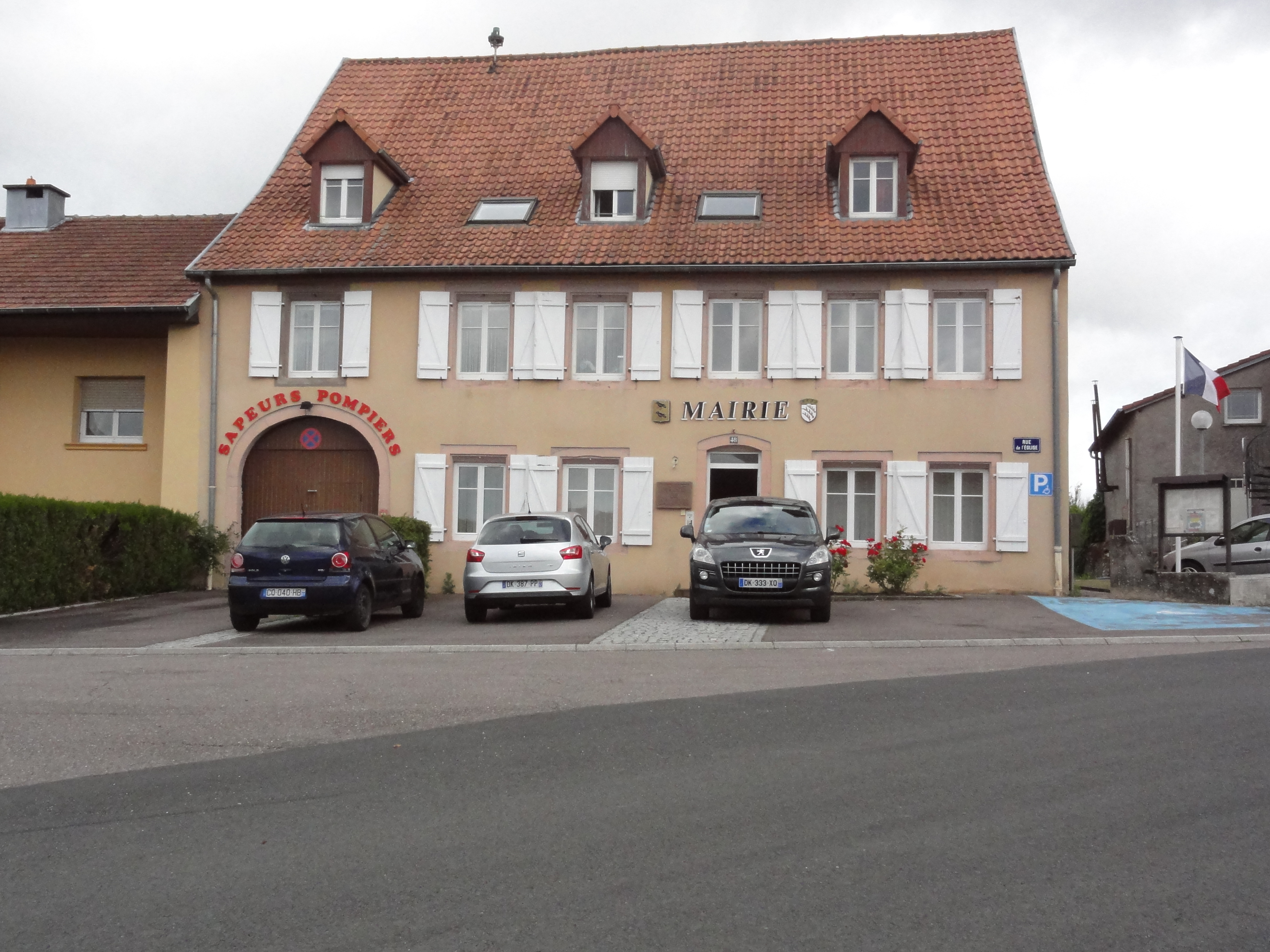
La mairie.

| Période                                  | Période   | Identité         | Étiquette | Qualité |
| ---------------------------------------- | --------- | ---------------- | --------- | ------- |
| Les données manquantes sont à compléter. |           |                  |           |         |
| 1854                                     |           | Martin Schaeffer |           |         |
| mars 1983                                | mars 1995 | Marcel Burst     |           |         |
| mars 1995                                | En cours  | Antoine Littner  |           |         |

## Démographie
L'évolution du nombre d'habitants est connue à travers les recensements de la population effectués dans la commune depuis 1793. Pour les communes de moins de 10 000 habitants, une enquête de recensement portant sur toute la population est réalisée tous les cinq ans, les populations de référence des années intermédiaires étant quant à elles estimées par interpolation ou extrapolation. Pour la commune, le premier recensement exhaustif entrant dans le cadre du nouveau dispositif a été réalisé en 2005.

En 2022, la commune comptait 341 habitants, en évolution de −4,48 % par rapport à 2016 (Moselle : +0,52 %, France hors Mayotte : +2,11 %).
| 1793 | 1800 | 1806 | 1821 | 1831 | 1836 | 1841 | 1846 | 1851 |
| ---- | ---- | ---- | ---- | ---- | ---- | ---- | ---- | ---- |
| 435  | 430  | 449  | 481  | 518  | 499  | 477  | 479  | 499  |

| 1856 | 1861 | 1871 | 1875 | 1880 | 1885 | 1890 | 1895 | 1900 |
| ---- | ---- | ---- | ---- | ---- | ---- | ---- | ---- | ---- |
| 414  | 420  | 458  | 473  | 452  | 444  | 426  | 430  | 423  |

| 1905 | 1910 | 1921 | 1926 | 1931 | 1936 | 1946 | 1954 | 1962 |
| ---- | ---- | ---- | ---- | ---- | ---- | ---- | ---- | ---- |
| 426  | 425  | 362  | 379  | 392  | 368  | 357  | 349  | 325  |

| 1968 | 1975 | 1982 | 1990 | 1999 | 2005 | 2006 | 2010 | 2015 |
| ---- | ---- | ---- | ---- | ---- | ---- | ---- | ---- | ---- |
| 316  | 317  | 364  | 339  | 328  | 331  | 341  | 377  | 363  |

| 2020 | 2022 | - | - | - | - | - | - | - |
| ---- | ---- | - | - | - | - | - | - | - |
| 342  | 341  | - | - | - | - | - | - | - |

## Enseignement

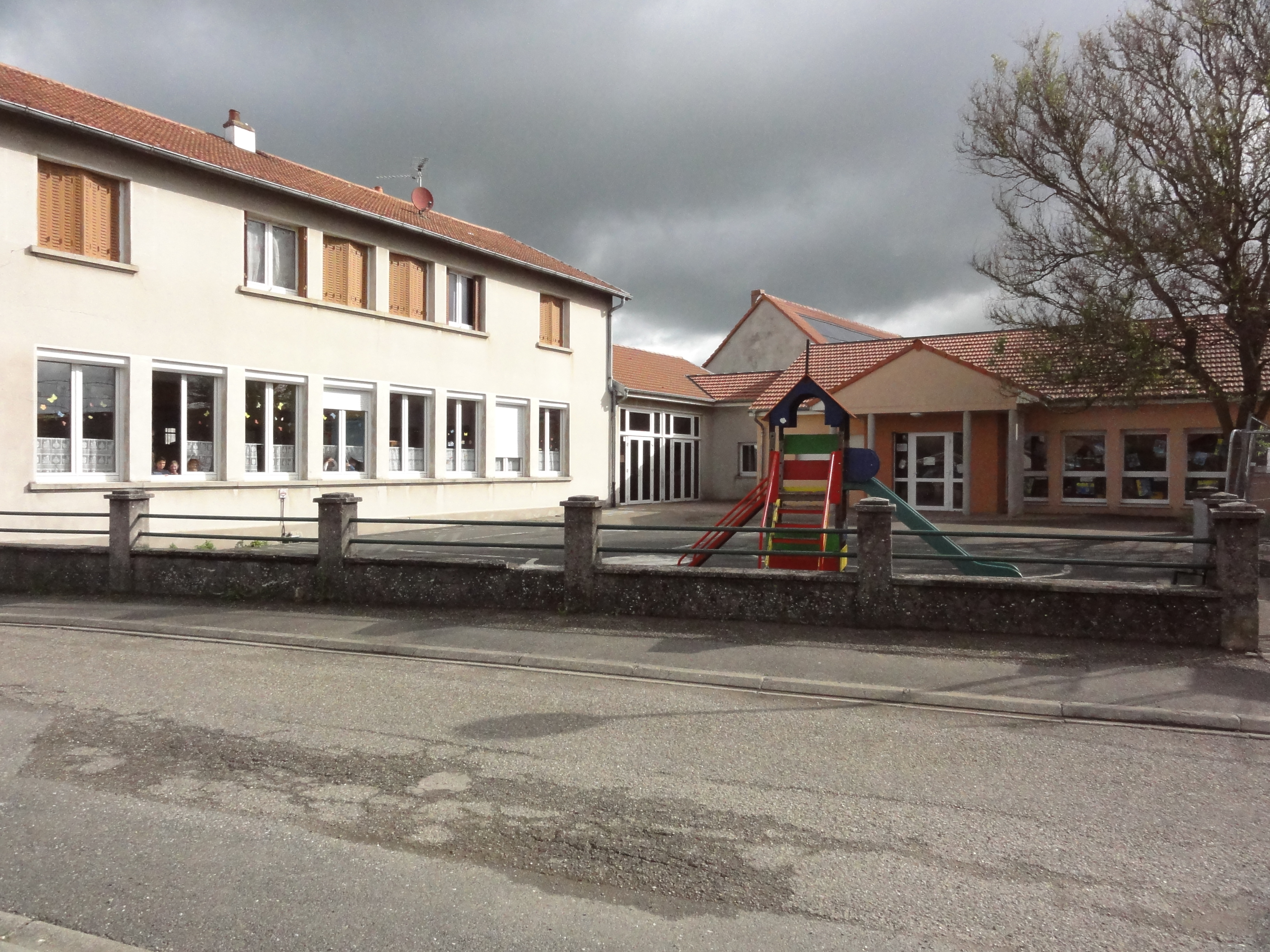
L'école.

## Culture locale et patrimoine

### Lieux et monuments

#### Édifices civils
- Passage d'une voie romaine.
- Vestiges de deux villas et de bâtiments agricoles gallo-romains dont
- La villa gallo-romaine de Saint-Ulrich classée au titre des monuments historiques par arrêté du 7 septembre 1988[18].

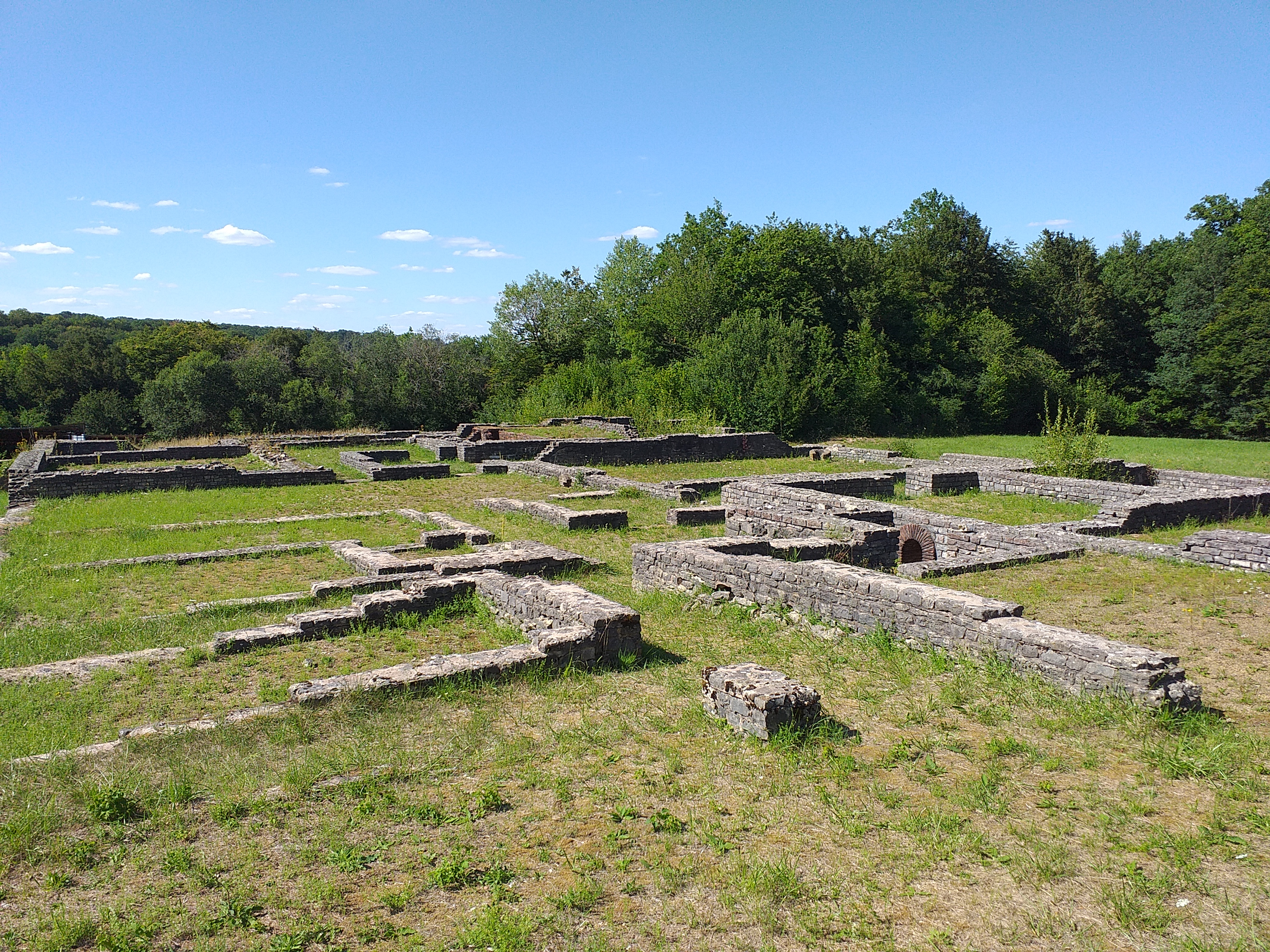
Villa gallo-romaine.
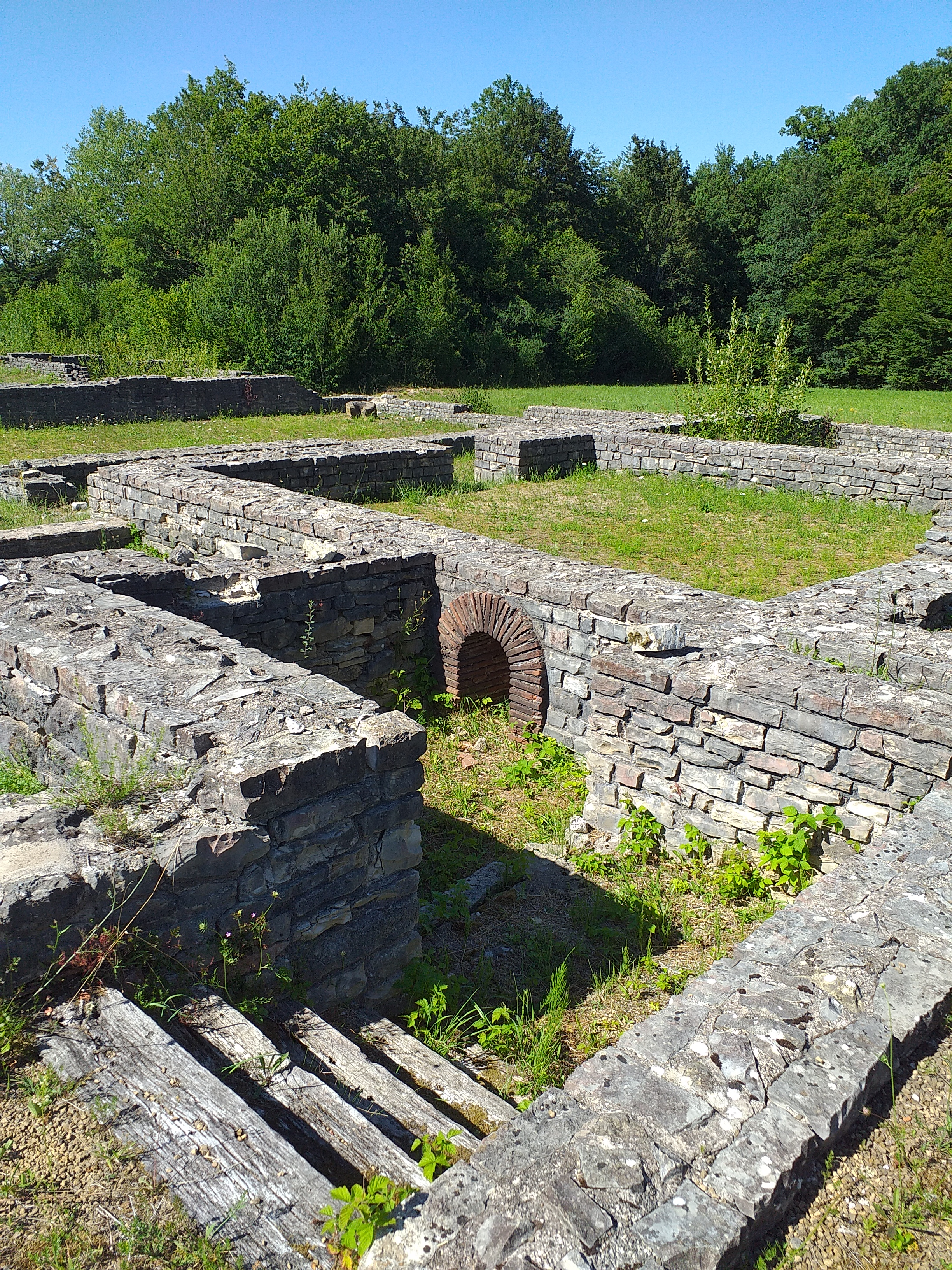
Villa gallo-romaine.
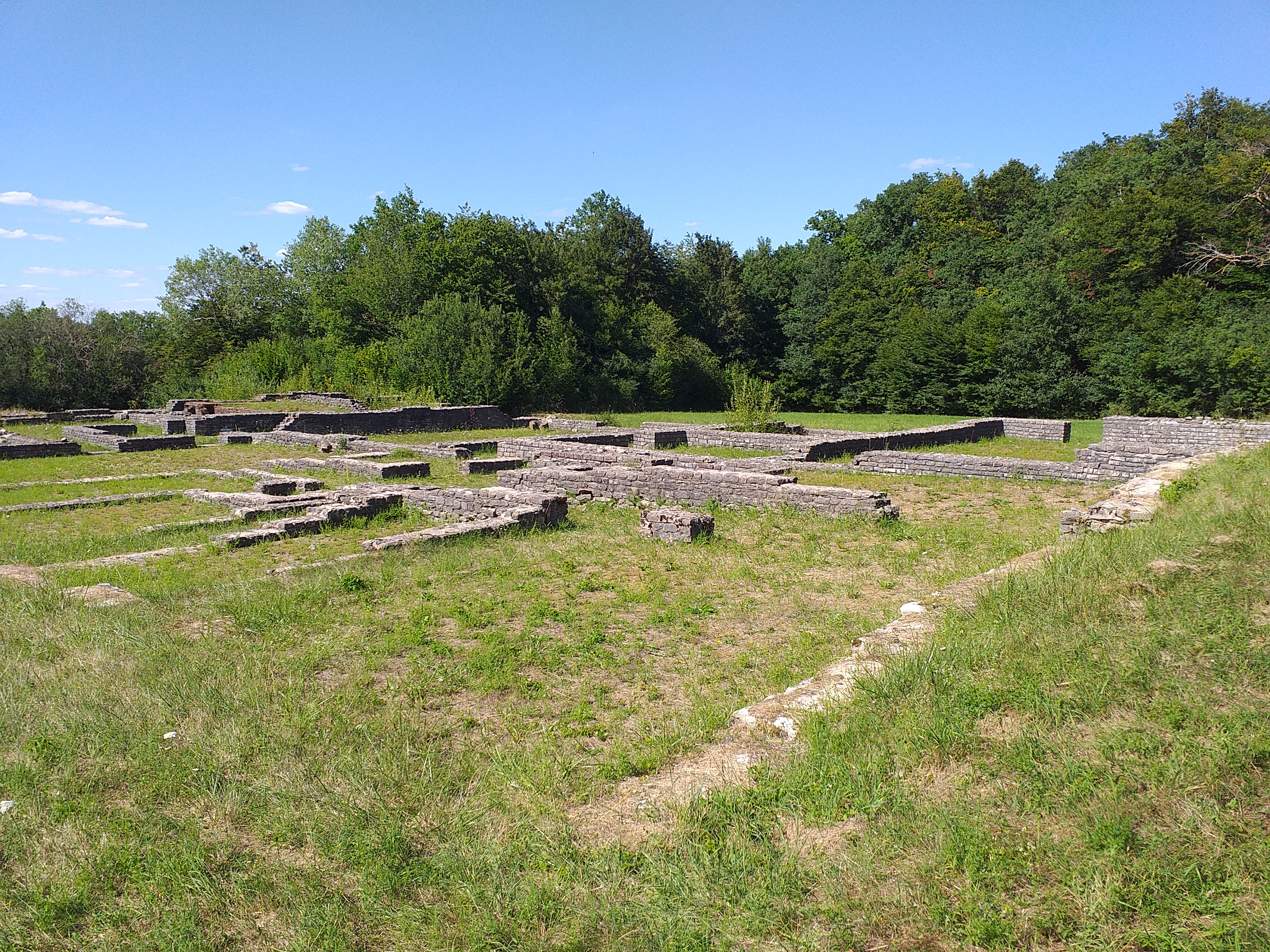
Villa gallo-romaine.

- Sépultures mérovingiennes.
- Le pont du Landbach, dont la date de construction semble se situer entre le XVIe et le XVIIIe siècle, est classé au titre des monuments historiques par arrêté du 28 décembre 1978[19]. En 1944, les troupes de la division Leclerc traversent ce pont pour libérer le village des Nazis, avant de descendre dans la vallée de la Sarre sur le village d'Oberstinzel,
- Fontaine, place des érables.
- Plaque commémorative à côté de la stèle de l'abbé Sissung dans le cimetière des Pères Oblats : elle porte les noms des soldats allemands tués lors de l'attaque aérienne d'un train de Panzer en 1944 par l'aviation alliée à Sarraltroff. Réquisitionné pendant la guerre par les Nazis, le couvent avait été transformé en hôpital militaireL Les corps ont été inhumés le long de la chapelle. À la fin de la guerre, ils ont été translatés au cimetière militaire allemand de Niederbronn-les-Bains en Alsace. Cet épisode est décrit dans le bulletin communal de Sarraltroff 2018.

#### Édifices religieux
- Église Saint-Martin XVIIIe siècle, restaurée en 1840.
- Couvent et Chapelle de Saint-Ulrich XIXe siècle, derrière la chapelle un petit cimetière avec une plaque commémorative des victimes de guerre ; dans le jardin une grotte de Lourdes et plusieurs statues religieuses.
- Ancien pèlerinage près d'une chapelle citée en 1458 ; XVIIIe siècle, ermitage ; en 1852 le diocèse de Nancy y bâtit une maison de retraite pour prêtres ; aujourd'hui résidence des pères oblats.
- Plusieurs croix de chemins

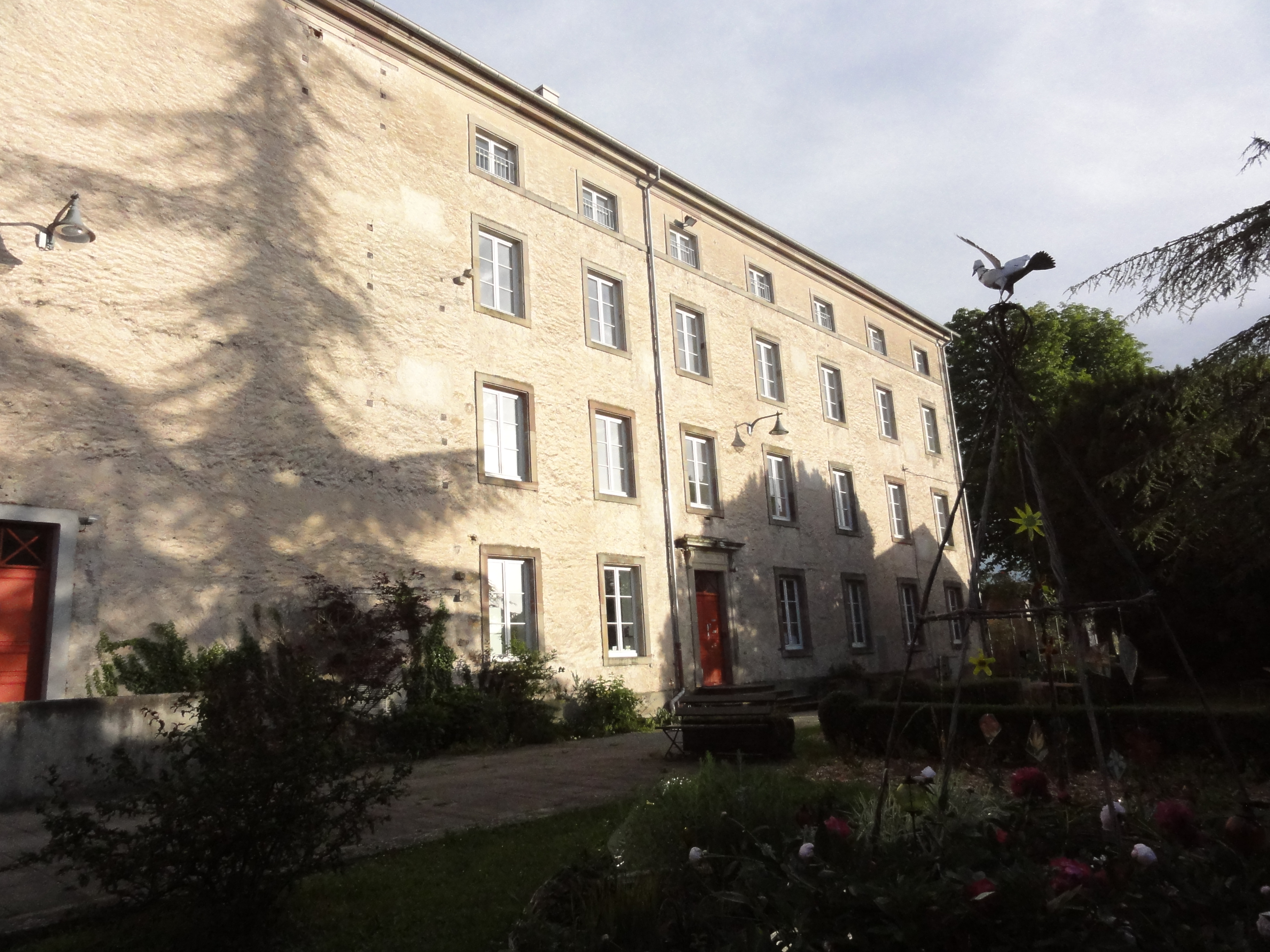
Couvent de Saint-Ulrich.
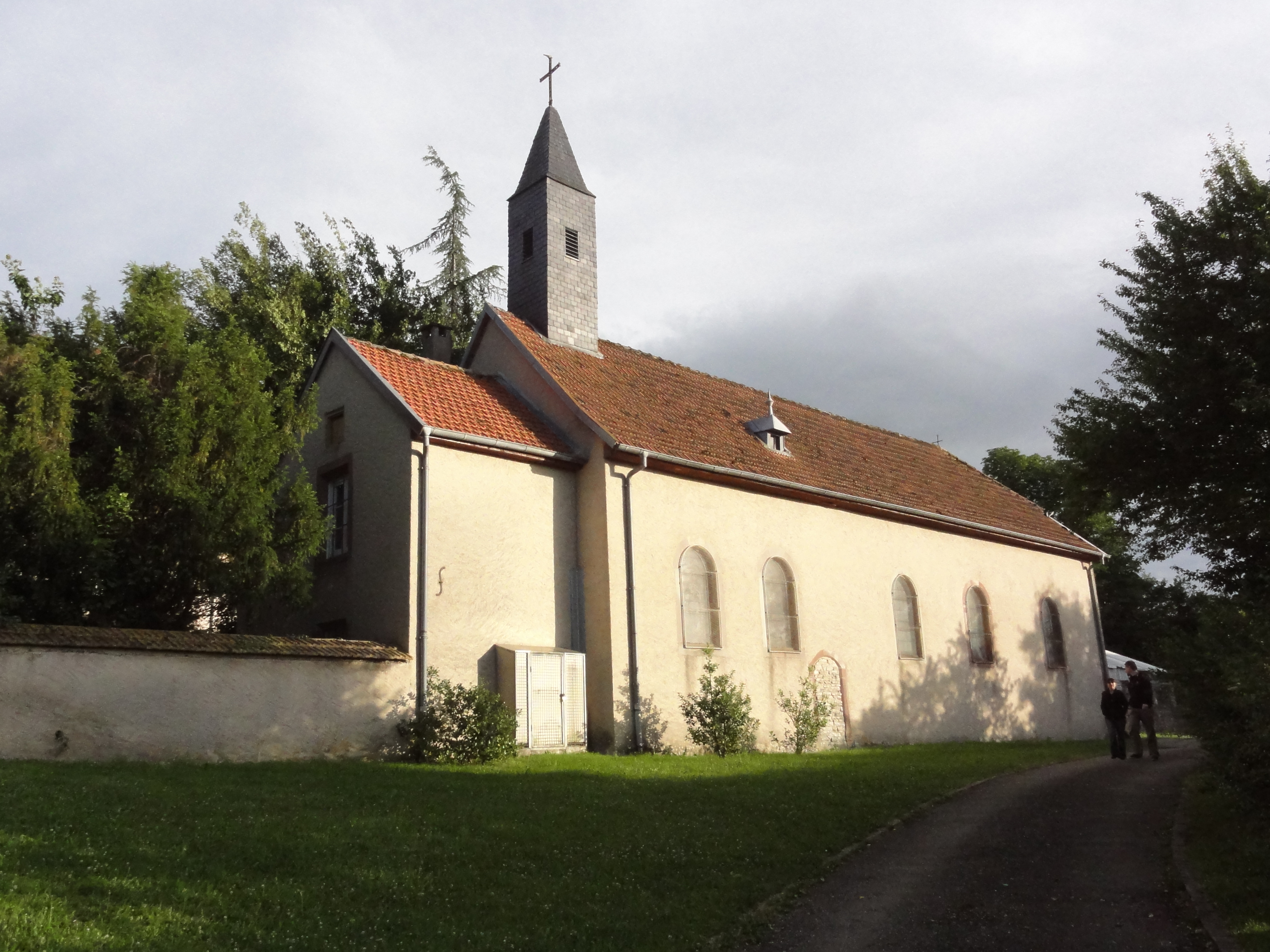
Chapelle du couvent de Saint-Ulrich.
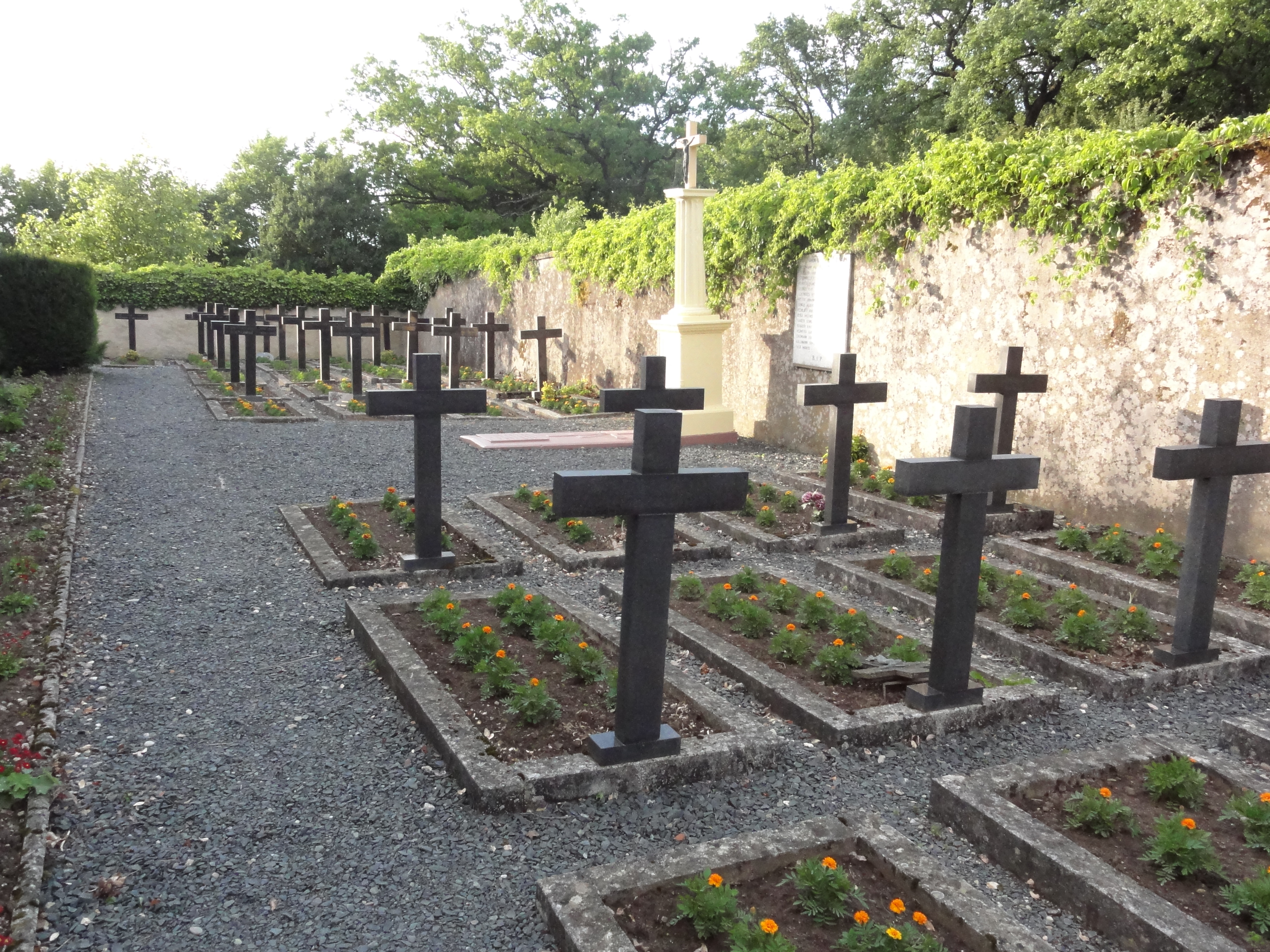
Cimetière du couvent de Saint-Ulrich.
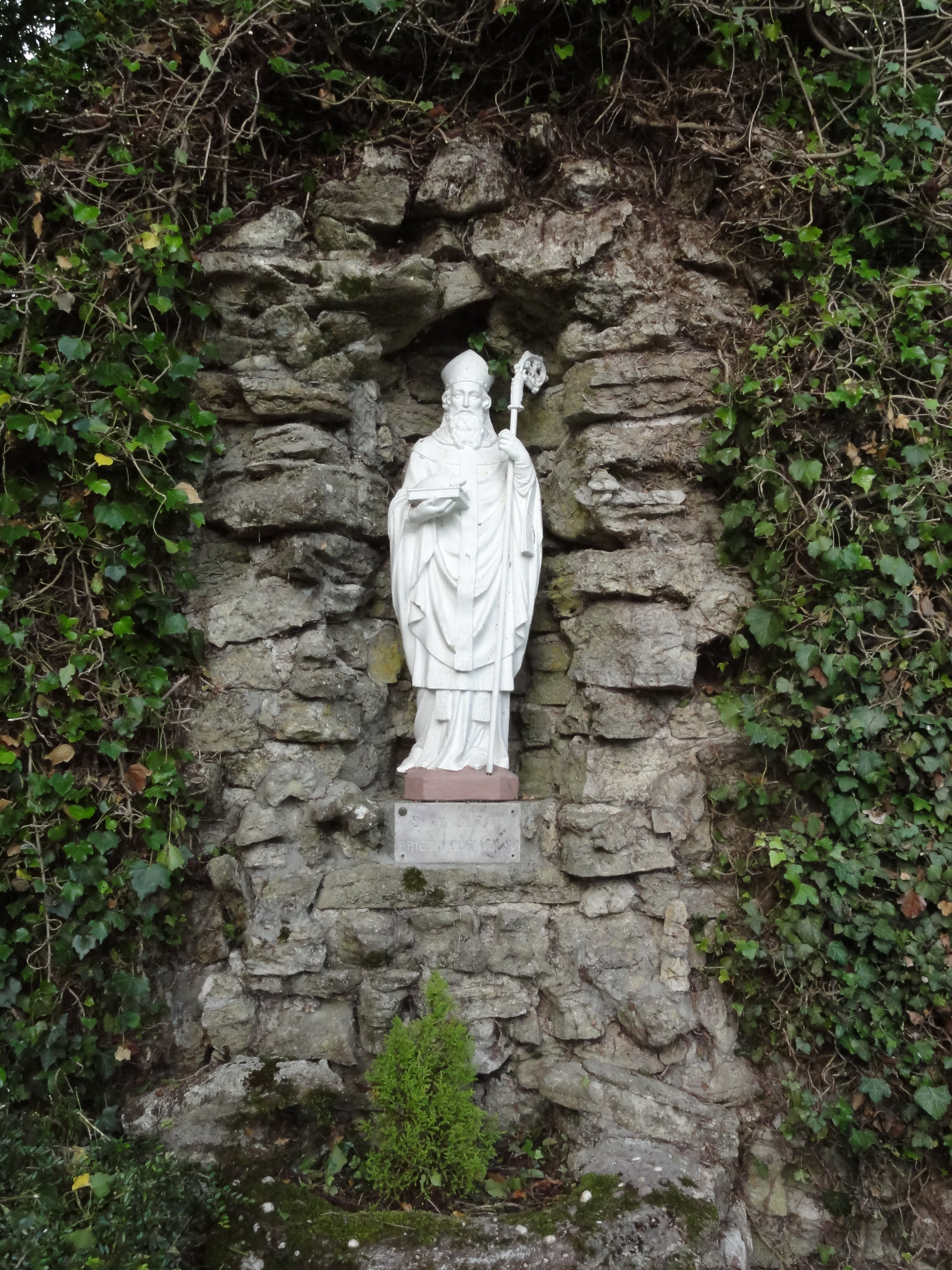
Jardin du couvent, statue de Saint-Ulrich.
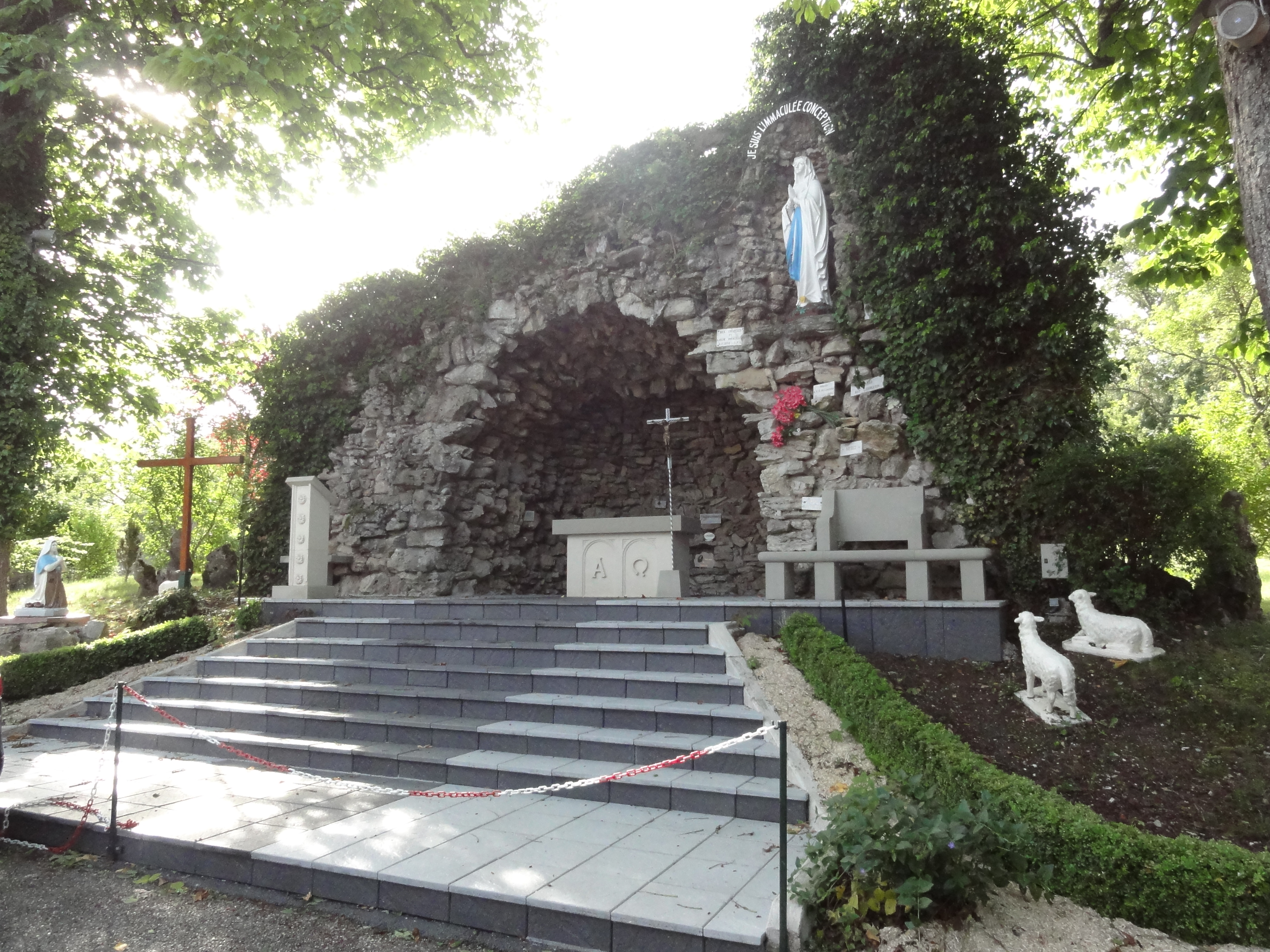
Jardin du couvent, grotte de Lourdes.

## Pour approfondir